# 10466 Marius-Ioan
A 10466 Marius-Ioan (ideiglenes jelöléssel (10466) 1981 ET7) a Naprendszer kisbolygóövében található aszteroida. Schelte J. Bus fedezte fel 1981. március 1-jén.

## Kapcsolódó szócikk
- Kisbolygók listája (10001–10500)